# Жало

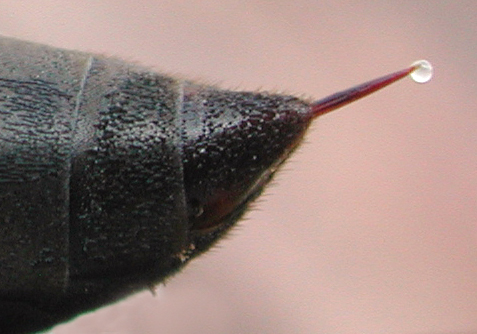
Жало осы с каплей яда

Жа́ло — название заострённого органа или части тела различных животных и растений, используемого для впрыскивания ядовитого или жгучего вещества под кожу жертвы (ужаленье) или для нанесения электрического удара. Прокалывание тканей жертвы происходит за счёт собственных движений жала, в отличие от других органов, например зубов (использующих силу челюстей) или шипов (использующих движения жертвы).

## Зоология

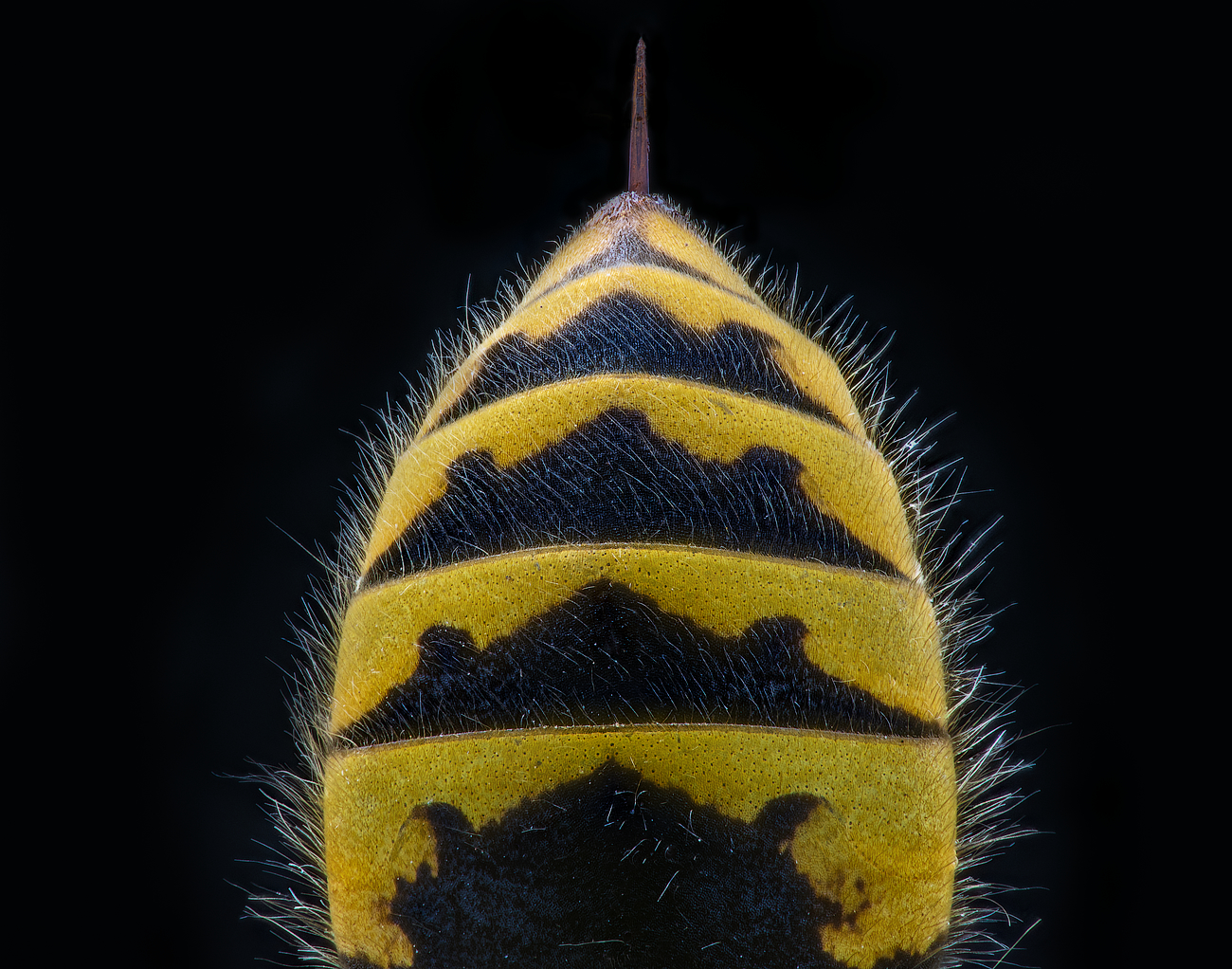
Жало осы

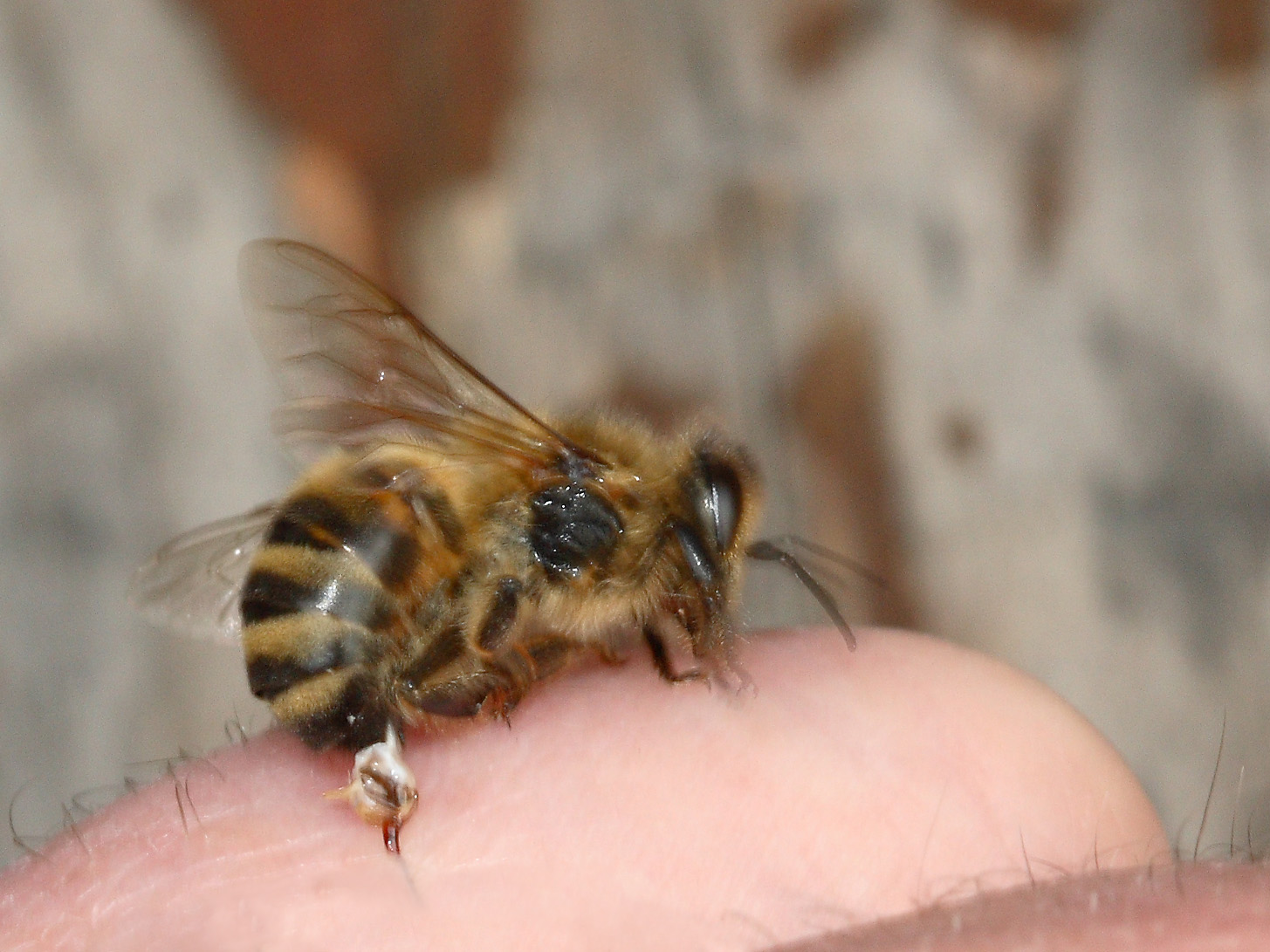
Пчела с оторванным брюшком после ужаления кожи

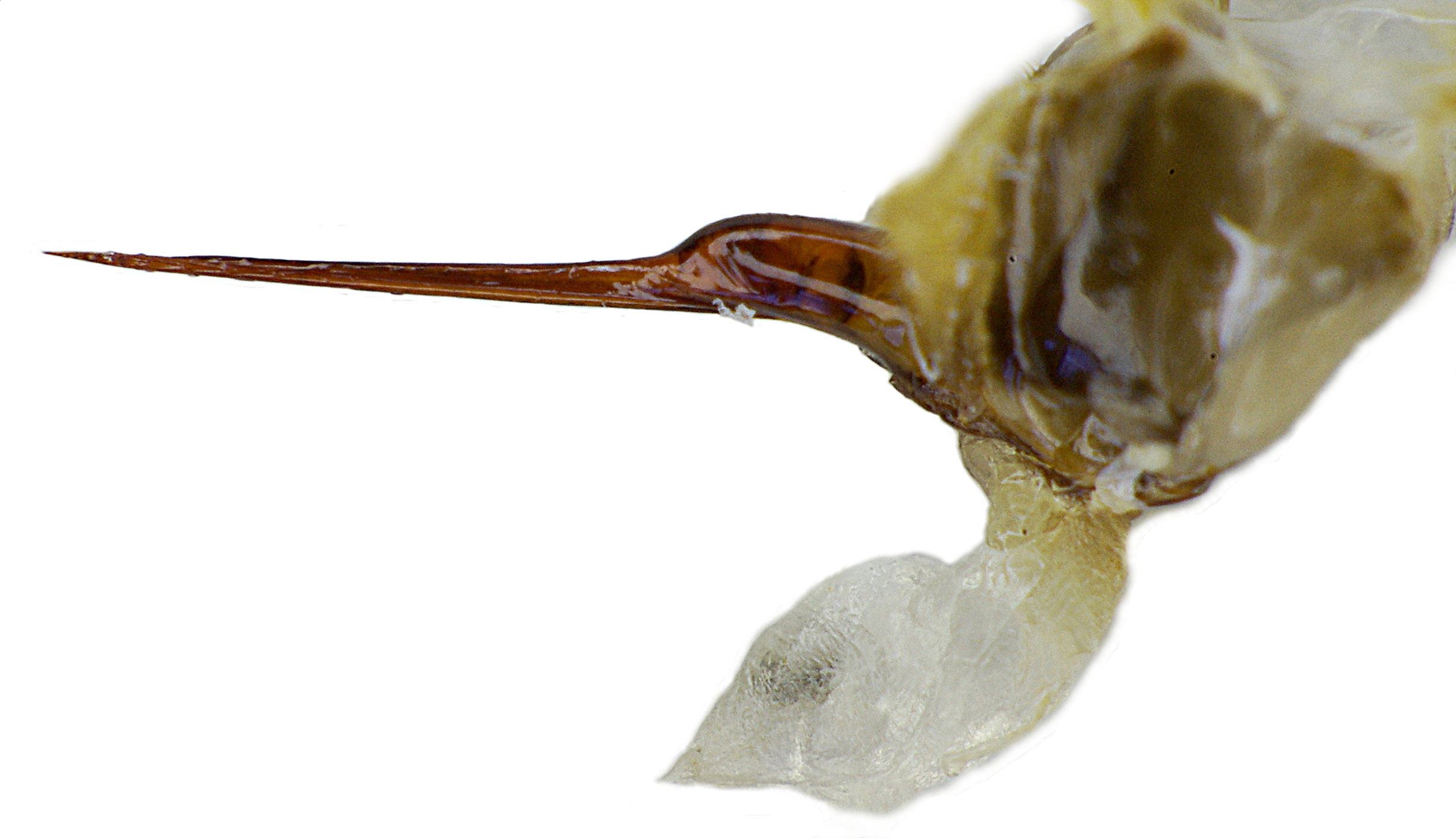
Пчелиное жало с фрагментами оторванного брюшка

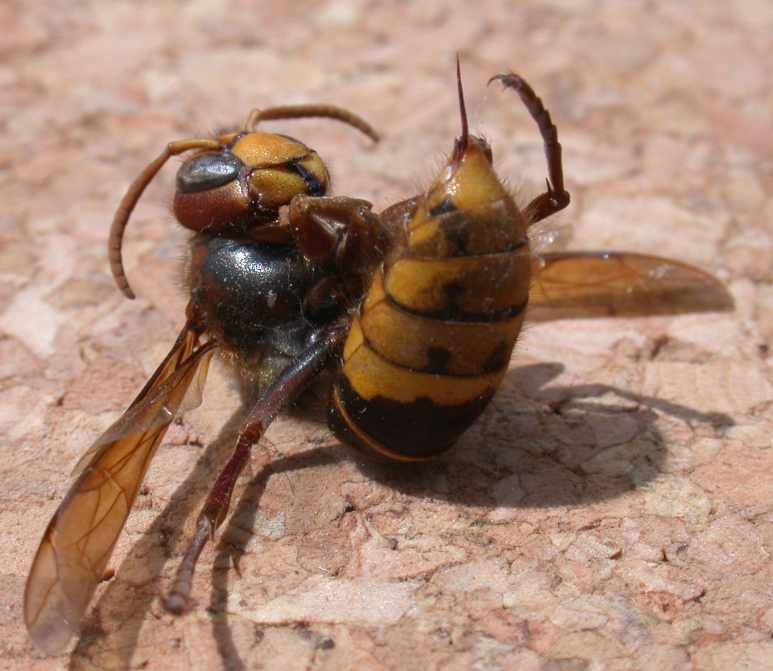
Шершень с выпущенным жалом

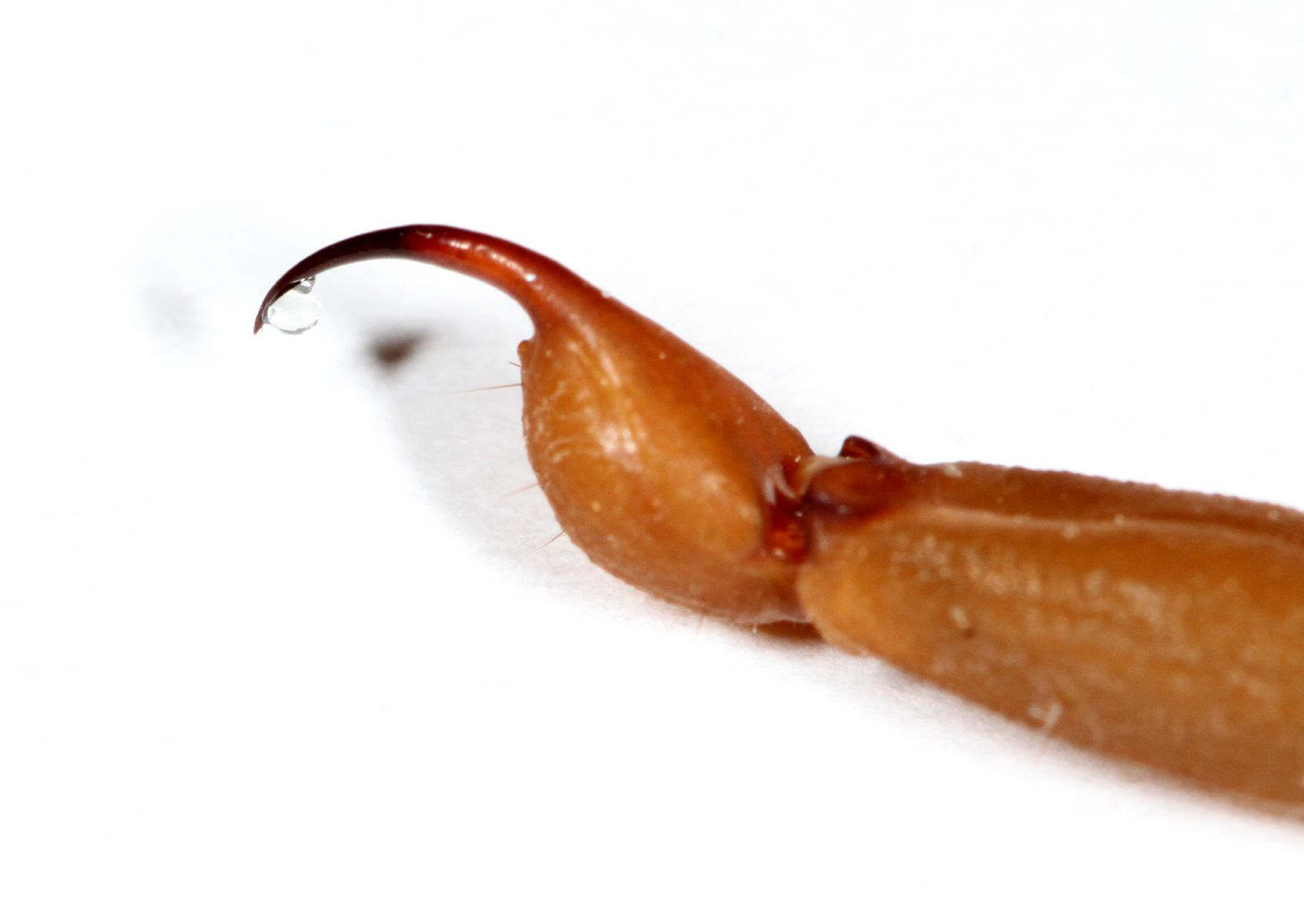
Жало скорпиона

Жало, как правило, представляет собой заострённый орган, соединённый с железами, выделяющими ядовитую или жгучую жидкость и приспособленный для нанесения раны методом прокалывания покровов жертвы. Используется как орудие защиты и нападения.
Среди членистоногих жало наиболее распространено у насекомых отряда перепончатокрылых: пчёл, ос, муравьёв, шершней, шмелей. Находится в задней части брюшка и представляет собой видоизменённый яйцеклад.
Уникальной особенностью медоносных пчёл является то, что жало рабочих особей имеет пилообразную форму. В связи с этим при ужалении млекопитающего оно застревает в коже и вырывается из тела насекомого, приводя к его гибели. С жалом связан собственный ганглий, в результате чего оно продолжает выделять яд в течение нескольких минут. Вопрос, как данная черта могла развиться в результате эволюции, несмотря на её недостаток для индивидуальной особи, разрешается, если учесть, что рабочие пчёлы бесплодны, и их выживание не играет роли в естественном отборе, тогда как выживание матки, способной к размножению, напрямую зависит от выживания целой колонии, а атака крупного животного на колонию может привести к её гибели, поэтому ген, делающий пчелиные ужаления более болезненными для врагов, но приводящий к гибели самой пчелы, оказался эволюционно выгодным.
Другие перепончатокрылые (в том числе и шмели, относящиеся к семейству пчёл настоящих) имеют гладкое жало, в связи с чем они способны жалить многократно и млекопитающих. Почти все осы имеют гладкие жала, за исключением двух видов, Polybia rejecta и Synoeca surinama.
Жало скорпиона представляет собой иглу, расположенную на последнем членике хвоста (заднебрюшии). На вершине иглы расположены два отверстия ядовитых желёз. Ужаления скорпиона для небольших животных смертельны; у человека они вызывают воспаление и причиняют довольно сильную боль; в тропических странах ужаления довольно опасны и иногда бывают смертельными.
Жало ската-хвостокола представляет собой видоизменённый луч спинного плавника.
Кроме того в бытовом значении ошибочно жалом могут называть язык змей или хоботок комаров. Термин «жалить» применяется для обозначения укусов змей и комаров, а также поражения кожи стрекательными клетками кишечнополостных (медуз, кораллов и других).
Некоторые вымышленные существа, например, мантикора, также изображались с жалом. Также, некоторые фантастические роботы, особенно насекомоподобные, в произведениях (фильмах и компьютерных играх) вооружены жалом, используемым в качестве оружия.

## Ботаника
В ботанике жалом называются заострённые полые волоски, как например на крапиве (смотри Жгучие волоски (растения)). Концы этих волосков обламываются при протыкании кожи, и в образовавшуюся ранку впрыскивается секрет.